# Fluorn-Winzeln
Fluorn-Winzeln – miejscowość i gmina  w Niemczech, w kraju związkowym Badenia-Wirtembergia, w rejencji Fryburg, w regionie Schwarzwald-Baar-Heuberg, w powiecie Rottweil, wchodzi w skład wspólnoty administracyjnej Oberndorf am Neckar. Leży ok. 17 km na północny zachód od Rottweil.

## Współpraca
Miejscowości partnerskie:
- Obercarsdorf – dzielnica Dippoldiswalde, Saksonia
- Schönau an der Triesting, Austria